# 日立市
日立市（日语：／ Hitachi shi */?）是日本關東地方北部，茨城縣北部的城市。人口約16万人。在過去是多賀郡。
該市因日立礦山的開采而繁榮。久原房之助以日立礦山為據點，逐步發展為日立製作所。該市也成為日立製作所的企業都市（企業城下町）。其他類似的城市還有豐田市（豐田汽車）等。
為了避開城市名和企業名的混淆，日立市民稱日立製作所為「日製」（にっせい）、城市為「日立」（ひたち）來區分。

## 地理
該市位于關東平原北部，夾處太平洋和多賀山地之間，市區南北細長。其的平原部分很多被劃為日立制作所與其的關聯企業，因此很多住宅區都位于山地。市區內有較長的海岸線，有六處海水浴場。市內有大量的櫻花樹，因此被選為「日本100大觀櫻名地」之一（かみね公園，和平通）。
市區西北部的日立礦山上有個高達155.7m的大煙囪，這也是日立的城市象徵。1993年2月19日，由於當日風力強勁加上建筑老化，該煙囪轟然倒塌。目前的高度為54m。
戰後的一段時期內，該市的人口數超過縣政府所在地的水戶市。但近幾年由于日立製作所的人事調整導致人口減少。儘管與集十王町合併后人口突破了20萬人，但人口規模仍然被筑波市超過，目前是茨城縣內第三。